# Baltic Dry Index
Baltic Dry Index (BDI) (Балтик Драй Индекс) – представлява индекс, който отразява промените в международните цени за морски превози на основни суровини. Изчислява се на дневна база от Baltic Exchange в Лондон и отразява разходите за транспорт на основни суровини, като въглища, желязна руда и зърно по море за 23 морски пътища. Всеки работен ден група от международни брокери предоставят осреднени оценки за текущите транспортни разходи по различни маршрути до Балтийската борса. След това тези оценки се претеглят за създаване на цялостния индекс. Цените на основните договори за превоз на суровини определят участниците в сделката, задачата на брокери е да осреднят цените за превоз на суровини.
| Клас плавателен съд | Капацитет, т    | Дял от световния флот, % | Дял от транспорта на всички суровини, % |
| ------------------- | --------------- | ------------------------ | --------------------------------------- |
| Capesize            | 150000 и повече | 10                       | 62                                      |
| Panamax             | 60000 – 80000   | 19                       | 20                                      |
| Supramax/Handymax   | 45000 – 59000   | 37                       | 18 (с Handysize)                        |
| Handysize           | 15000 – 35000   | 34                       | 18 (с Supramax/Handymax)                |